# Stora Måsskär, Korpo
Stora Måsskär är en ö i Finland. Den ligger i Norra Östersjön eller Skärgårdshavet och i kommunen Pargas i den ekonomiska regionen  Åboland i landskapet Egentliga Finland, i den sydvästra delen av landet. Ön ligger omkring 85 kilometer söder om Åbo och omkring 190 kilometer väster om Helsingfors. Stora  Den ligger på ön Långkobbarna.
Öns area är 3,8 hektar och dess största längd är 290 meter i sydväst-nordöstlig riktning.